# Eva Pieper
Eva Maria Pieper (* 1956 in Ost-Berlin) ist eine deutsch-niederländische Regisseurin, Trainerin und Übersetzerin.

## Leben
Eva Pieper wuchs auf in der DDR. 1978 übersiedelte sie in die Niederlande. Von 1980 bis 1986 absolvierte sie eine Ausbildung zur Theaterregisseurin und Dramaturgin; anschließend arbeitete sie zusammen mit verschiedenen freien Theatergruppen in den Niederlanden, in Belgien und Deutschland. Seit 1994 ist sie als Schauspiellehrerin und Sprachcoach tätig, seit 2007 auch als  Kommunikationstrainerin. Seit den Neunzigerjahren übersetzt sie Theaterstücke aus dem Niederländischen ins Deutsche. Eva Pieper lebt in Amsterdam.

## Übersetzungen
- Roel Adam: Hotel Sibirien, Frankfurt am Main 1995
- Roel Adam: Kinderjahre, Frankfurt am Main 1994
- Roel Adam: Ein Leck im Schweigen, Frankfurt am Main 1993 (übersetzt zusammen mit Uwe Dethier)
- Roel Adam: Still, der Trommler, Frankfurt am Main 1996
- Roel Adam: Der Tag, an dem mein Bruder nicht nach Hause kam, Frankfurt am Main 2001
- Loek Beumer: Die Radiomänner, München 1998
- Paul Binnerts: Allein das Meer, Frankfurt am Main 2005 (übersetzt unter dem Namen Eva Maria Pieper)
- Suzanne van Lohuizen: Das Pferd in der Nacht, Frankfurt am Main 1995
- Koos Terpstra: Meine Elektra, Erlangen 1999
- Koos Terpstra: Spanische Reiter, Frankfurt am Main 2000
- Jan Veldman: Ein Jahr im Krieg, München 1995
- Heleen Verburg: Blaues Blut, Frankfurt am Main 2000 (übersetzt zusammen mit Susanne George)
- Heleen Verburg: Das Maschinenhaus, Frankfurt am Main 2001 (übersetzt zusammen mit Susanne George)